# Потехино (Амурская область)
Потехино — упразднённое село в Зейском районе Амурской области России. Исключено из учётных данных в 1976 году.

## География
Село располагалось на правом берегу реки Зея, на расстоянии примерно 24 километр (по прямой) к северо-востоку от поселка Береговой. Ныне урочище расположено на дне Зейского водохранилища.

## История
По данным 1926 года в посёлке Потехино имелось 10 хозяйств (7 крестьянского типа и 3 прочих) и проживало 55 человек (25 мужчин и 30 женщин). В национальном составе населения преобладали русские. В административном отношении являлся центром Потехинского сельсовета Зейского района Зейского округа Дальневосточного края.
В связи со строительство Зейской ГЭС и попаданием села в зону затопления, в 1968 году население села было переселено во вновь построенный посёлок Хвойный.
Решением Амурского исполкома от 18 мая 1976 года № 208, село Потехино исключёно из учётных данных как фактически не существующее.